# Гроссман Василь Семенович
Василь Семенович Гроссман (ім'я при народженні Іо́сиф Соломо́нович Ґроссман; 29 листопада (12 грудня) 1905, Бердичів, Київська губернія, Російська імперія — †14 вересня 1964, Москва, Російська РФСР) — російський радянський письменник, фронтовий кореспондент єврейського походження.

## Життєпис
Народився в родині єврейських інтелігентів: його батько був інженером-хіміком, мати — вчителька французької мови.
Навчався у вузах Києва та Москви. У 1929 році закінчив хімічний факультет Московського державного університету. Три роки працював на вугільній шахті в Донбасі інженером-хіміком. З 1933 постійно жив та працював у Москві.
У 1934 році опублікував повість з шахтарського життя «Глюкауф» та оповідання про Громадянську війну «В городе Бердичеве», темою якої стали події в Україні, спровоковані громадянською війною в більшовицькій Росії. Успіх, якого досягнули ці твори, укріпив Гроссмана в прагненні стати професійним письменником.
У 1935—1937 роках публікує збірки оповідання, а в 1937—1940 — дві частини епічної трилогії «Степан Кольчугін». Від початку німецько-радянської війни і до її кінця у 1945 році Василь Гроссман працював кореспондентом газети «Червона Зірка».
1942 року він написав повість «Народ бессмертен», що стала першим великим твором про війну. Повісті «Народ бессмертен», «Сталинградские очерки» та інші воєнні нариси були об'єднані в книзі «В роки війни». Широке визнання здобула книга Гроссмана «Треблинский ад», що відкрила тему Голокосту.
З 1946 по 1959 працював над дилогією «За праве діло» та «Життя і доля». Епічний роман «За праве діло» (1952), написаний у традиціях класика російської літератури Льва Толстого й оповідає про Сталінградську битву. Гроссман змушений був переробити його після розгромної критики в партійній пресі на скорочену версію роману (1954) (зокрема гострої критики він зазнав на сторінках радянських журналах та газетах «Коммунист», «Правда», «Красная звезда», «Литератураная газета» тощо). На Другому з'їзді Спілки письменників СРСР в 1954 у Олександр Фадєєв визнав, що його критика роману як «ідеологічно шкідливого» була несправедливою.
Рукопис продовження опублікованого в «Новому Світі» роману «За праве діло» — роману «Життя і доля», що має різко антирадянський характер, над яким письменник працював з 1950 року, автор віддав для публікації в редакцію журналу «Знамя». У лютому 1961 року КДБ конфіскував копії рукопису і чернетки під час домашнього обшуку Гроссмана. Вилучено і копію роману, що знаходилася для передруку в редакції журналу «Новий Світ». Головний редактор журналу «Знамя» Вадим Кожевников сам віддав свій примірник в КДБ. Намагаючись врятувати свою книгу, Гроссман написав листа Микиті Хрущову в якому прохав його аби дали надрукувати його книгу. Зрештою Гроссмана прийняв член політбюро Михайло Суслов, оповістивши підготовлене референтами (сам він роман не прочитав) рішення про те, що про повернення рукопису «не може бути й мови», і що роман може бути надрукований в СРСР не раніше, ніж через 200—300 років.
Іншу копія роману, яку зберіг друг, поет С. І. Липкін, у середині 1970-х, вже після смерті письменника, вивезли на Захід за допомогою А. Д. Сахарова і В. Н. Войновича. Роман врешті був опублікований в Швейцарії в 1980 році, його розшифрували з мікрофільму професори-емігранти Юхим Еткінд з Парижа і Шимон Маркіш з Женеви, останній сприяв виданню в Лозанні. У СРСР роман уперше вийшов у світ уже під час перебудови — зі скороченнями 1988 року, повністю —1991.
Разом з «Життям і долею» було конфісковано рукопис повісті «Все тече», що зачіпає заборонену тему Голодомору, над якою Гроссман працював з 1955 року. Письменник створив новий варіант повісті, який завершив у 1963 (публікація за кордоном — 1970, в СРСР — 1989).
Після арешту «антирадянських» рукописів майже втратив можливість публікуватися. Потрясіння підточило здоров'я письменника і, на думку біографів, прискорило його смерть. Помер від раку нирки після невдалої операції 14 вересня 1964. Місце поховання Москва Троєкурівський цвинтар.
Посмертно видано збірник оповідань і нарисів «Добро вам!» (1967, зі скороченнями), написаний після двомісячної поїздки у Вірменію вже після вилучення його останнього роману. Нариси та записні книжки воєнних років увійшли до збірки «Роки війни» (М.: Правда, 1989).

## Бібліографія

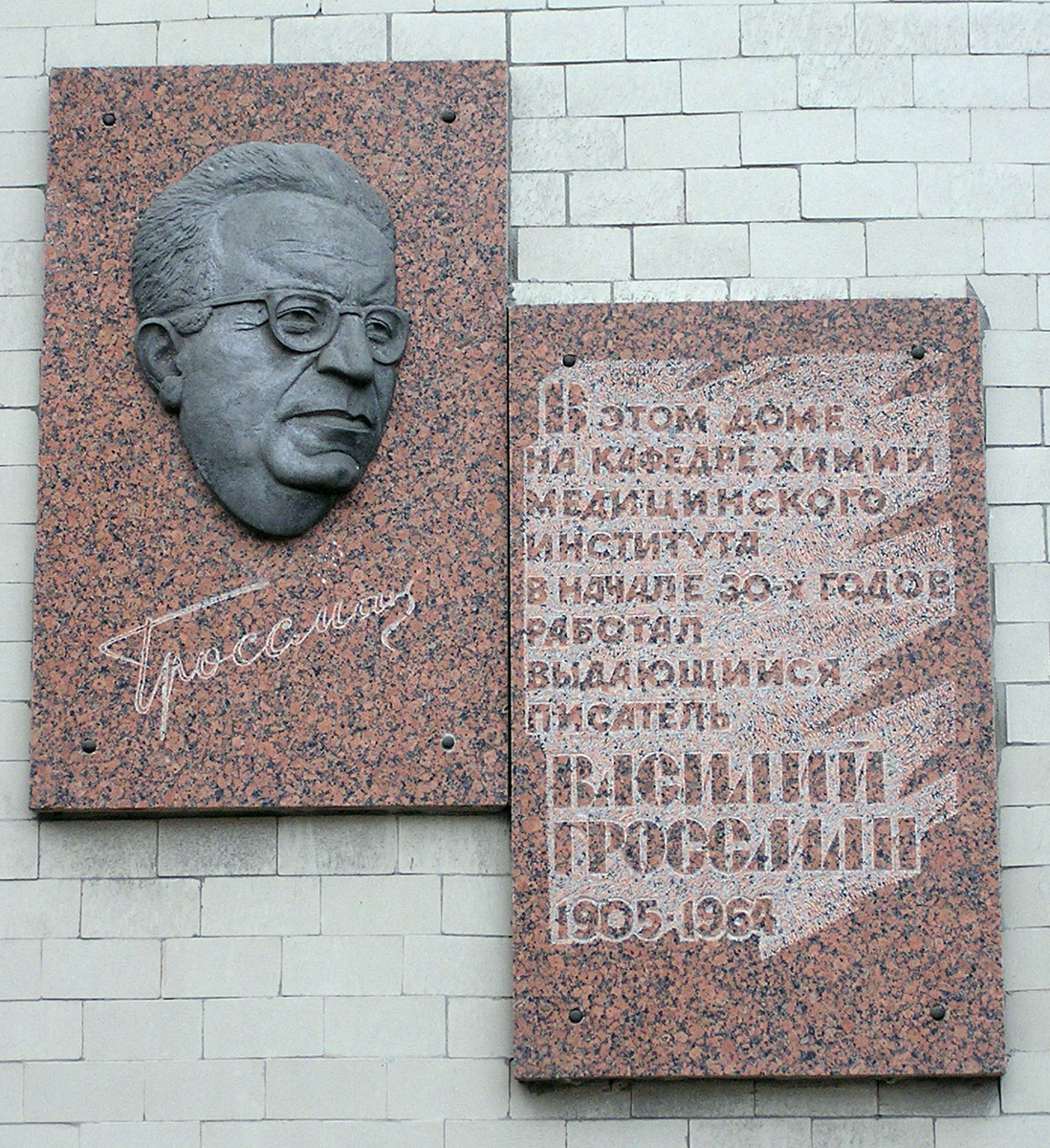
Меморіальна дошка на будинку, в якому працював Василь Гроссман у Донецьку

## Переклади українською
- Василь Гроссман. Народ безсмертний. 1945. Переклад з російської: Антін Хуторян. Київ: Українське державне видавництво. 151 с.
- Василь Гроссман. Життя і доля. Переклад з російської: Василь Стефак. Київ: Дніпро, 1991. 831 с. ISBN 5-308-01027-7
- Ілля Еренбург, Василь Гроссман. Чорна книга / пер. з рос. Мирослав Лаюк. — К. : Дух і Літера, 2020. — 520 с. — ISBN 978-966-378-761-9.

## Екранізації творів
- «Степан Кольчугін» (1967)
- «Комісар» (1967)
- «Життя і доля» (2012)